# Chère hélice
Pour les articles homonymes, voir Chère et Hélice (homonymie).
La chère hélice ou l'hélicoptère est un des premiers prototypes d’hélicoptère-drone de l'histoire de l'aviation et de l'histoire de l'hélicoptère et autres voilures tournantes, des inventeurs français Gustave de Ponton d'Amécourt et Guillaume Joseph Gabriel de La Landelle, de 1861.

## Historique

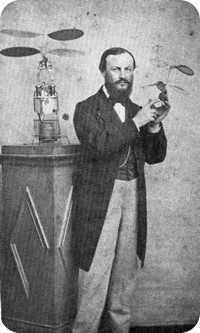
Gustave de Ponton d'Amécourt et son hélicoptère de 1861, par Nadar.

Les inventeurs français Gustave de Ponton d'Amécourt (maire de Trilport près de Paris) et Guillaume Joseph Gabriel de La Landelle construisent en 1861 un petit prototype expérimental d'aérostat plus lourd que l'air, à rotor contrarotatif à deux hélices aériennes coaxiales, avec un moteur à vapeur bicylindre dont la chaudière était en aluminium, un matériau tout nouveau à l'époque,. Ils s'inspirent entre autres de la vis aérienne et de l'ornithoptère des manuscrits de l'Institut de Léonard de Vinci remontant aux années 1480, du bambou-coptère chinois du IVe siècle, et de leurs premiers prototypes d'études d'hélice aérienne, les « spiralifères ».
Gustave de Ponton d'Amécourt invente alors le mot « hélicoptère », à partir du grec ancien έλιξ, έλικος ou helix (« spirale, hélice ») et πτερὸν ou pteron (« aile »). Ce terme apparaît pour la première fois le 3 août 1861 dans son dépôt de brevet au Royaume-Uni, puis le 16 avril 1862 dans un certificat d'addition au brevet 49.077 déposé le 3 avril 1861 en France. Ils créent également le mot aviation, par analogie avec le mot navigation, dérivé du verbe  avier (voler dans les airs), dérivé du latin avis (oiseau), et du suffixe « -ation ».
L'appareil est photographié par leur ami Nadar en 1863 (pionnier de la photographie aérienne en 1858). Ils fondent alors ensemble la société d'encouragement de la locomotion aérienne au moyen du plus lourd que l'air, à Paris, en 1863, avec leur célèbre ami romancier-visionnaire Jules Verne, qui s'inspire de cette invention pour créer son navire volant imaginaire l'Albatros de 30 m de long, pour 37 mâts, propulsé par 74 doubles hélices à moteurs électriques et 2 moteurs électriques à hélice avant et arrière, pour son roman de science-fiction Robur-le-Conquérant de 1886 (suivi de Maître du monde de 1904). Dans la réalité, l'appareil ne parvint à soulever, en plus de son propre poids, qu'une souris enfermée dans une petite cage métallique, le 7 décembre 1864, à l’occasion d’une démonstration publique.

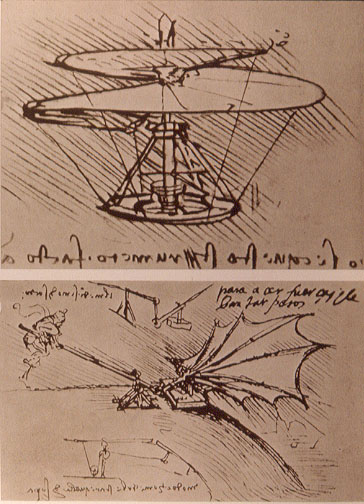
Vis aérienne et ornithoptère de Léonard de Vinci (années 1480).
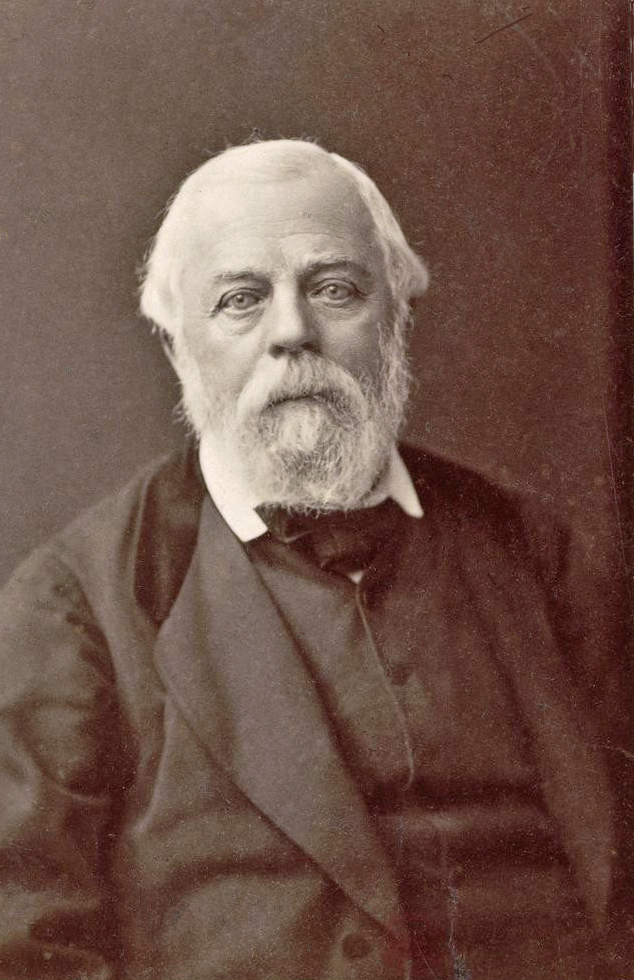
Guillaume Joseph Gabriel de La Landelle, par Nadar
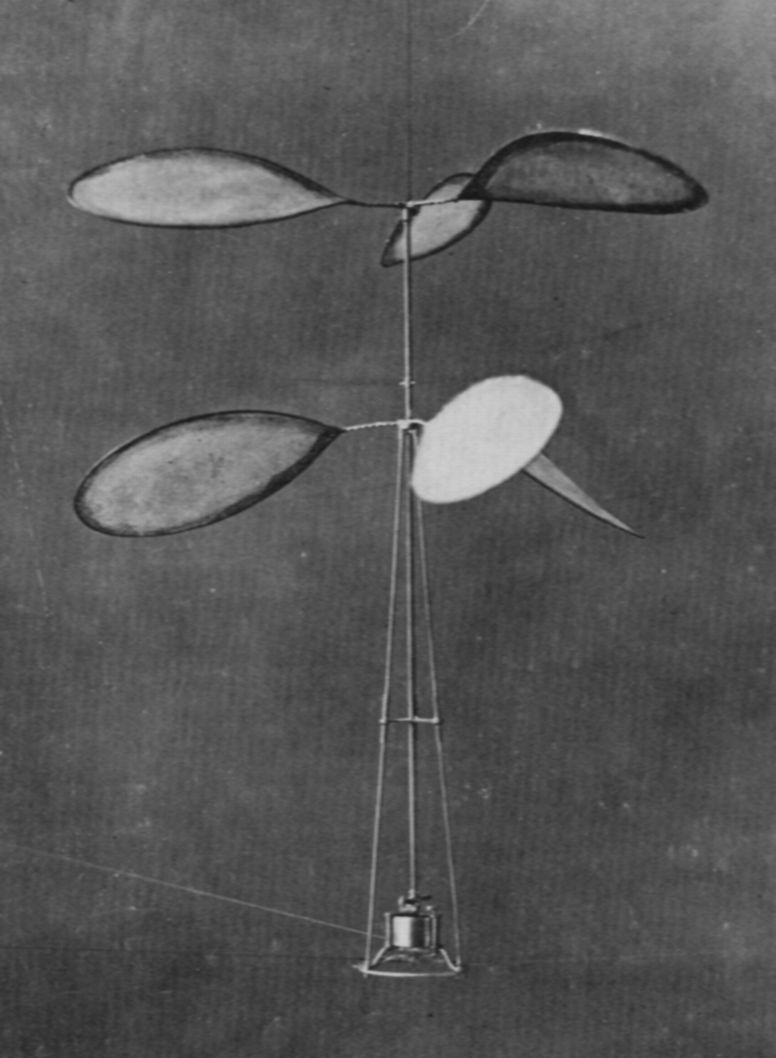
Prototypes d'hélices aériennes spiralifères.
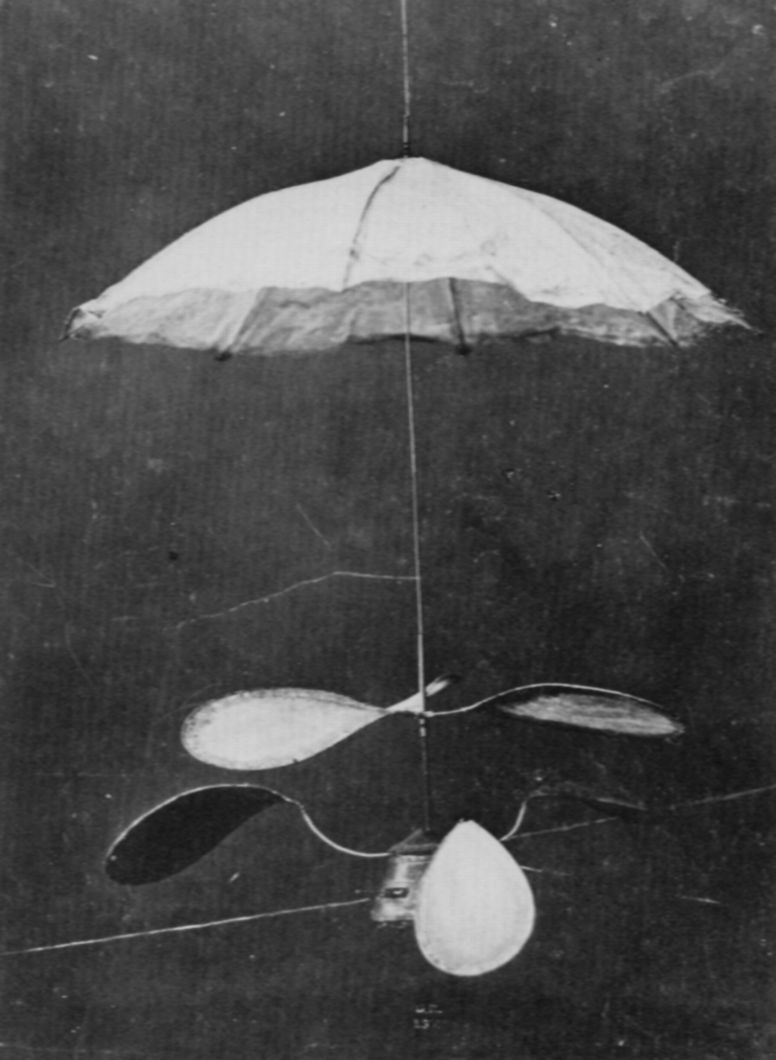
Prototypes d'hélices spiralifères à parachute.
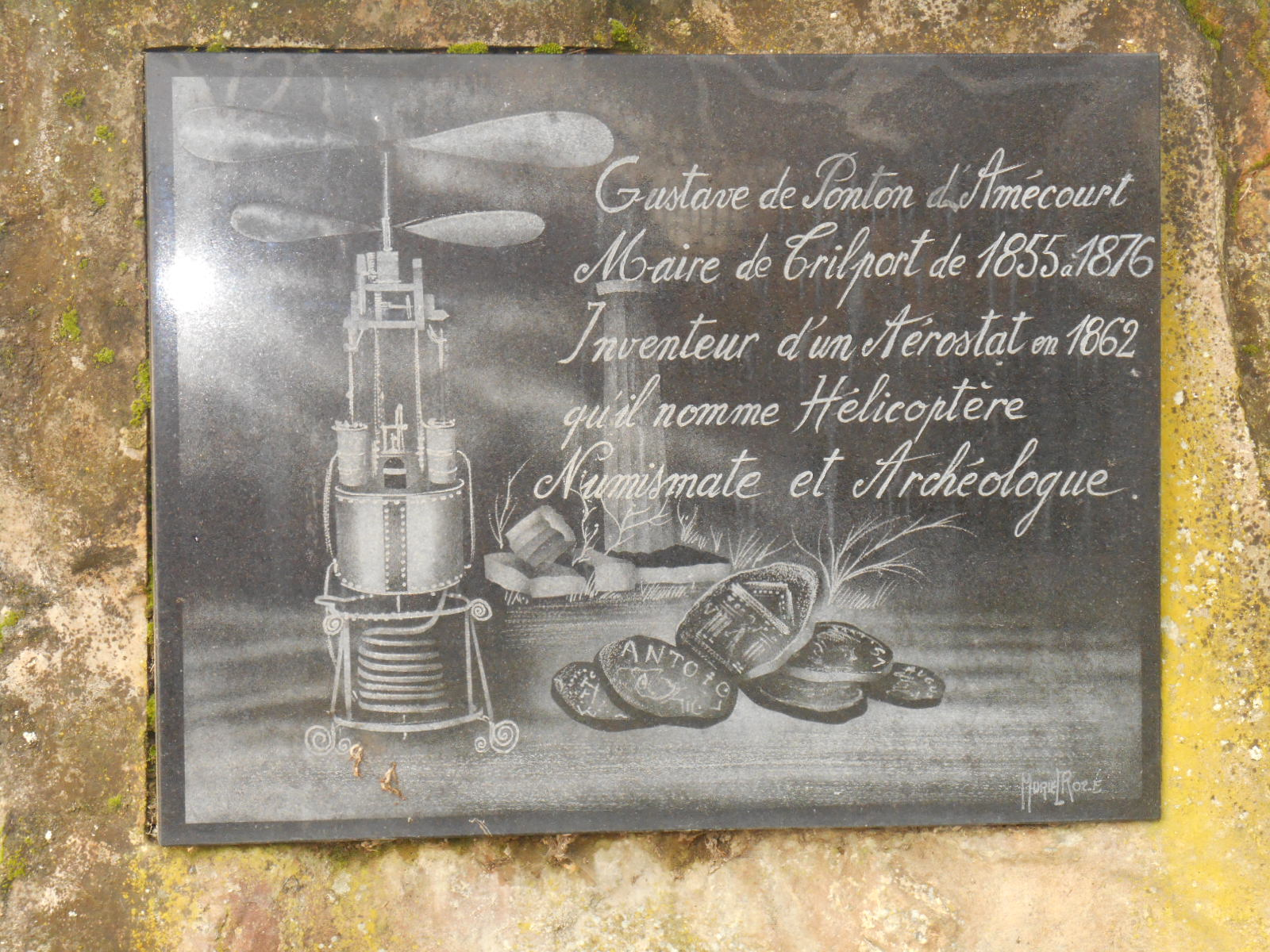
Plaque commémorative à Trilport près de Paris.
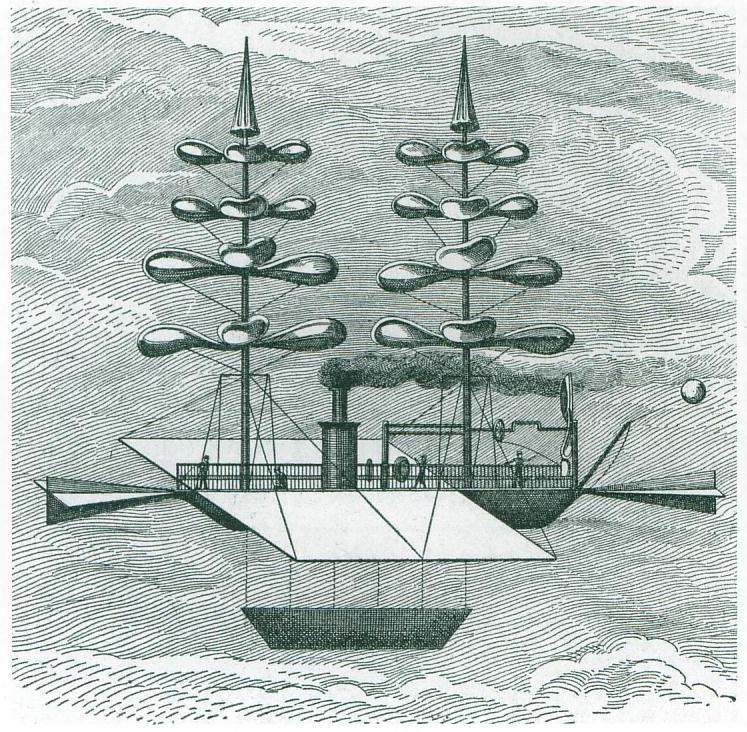
Navire hélicoptère imaginaire de Guillaume Joseph Gabriel de La Landelle (1863).
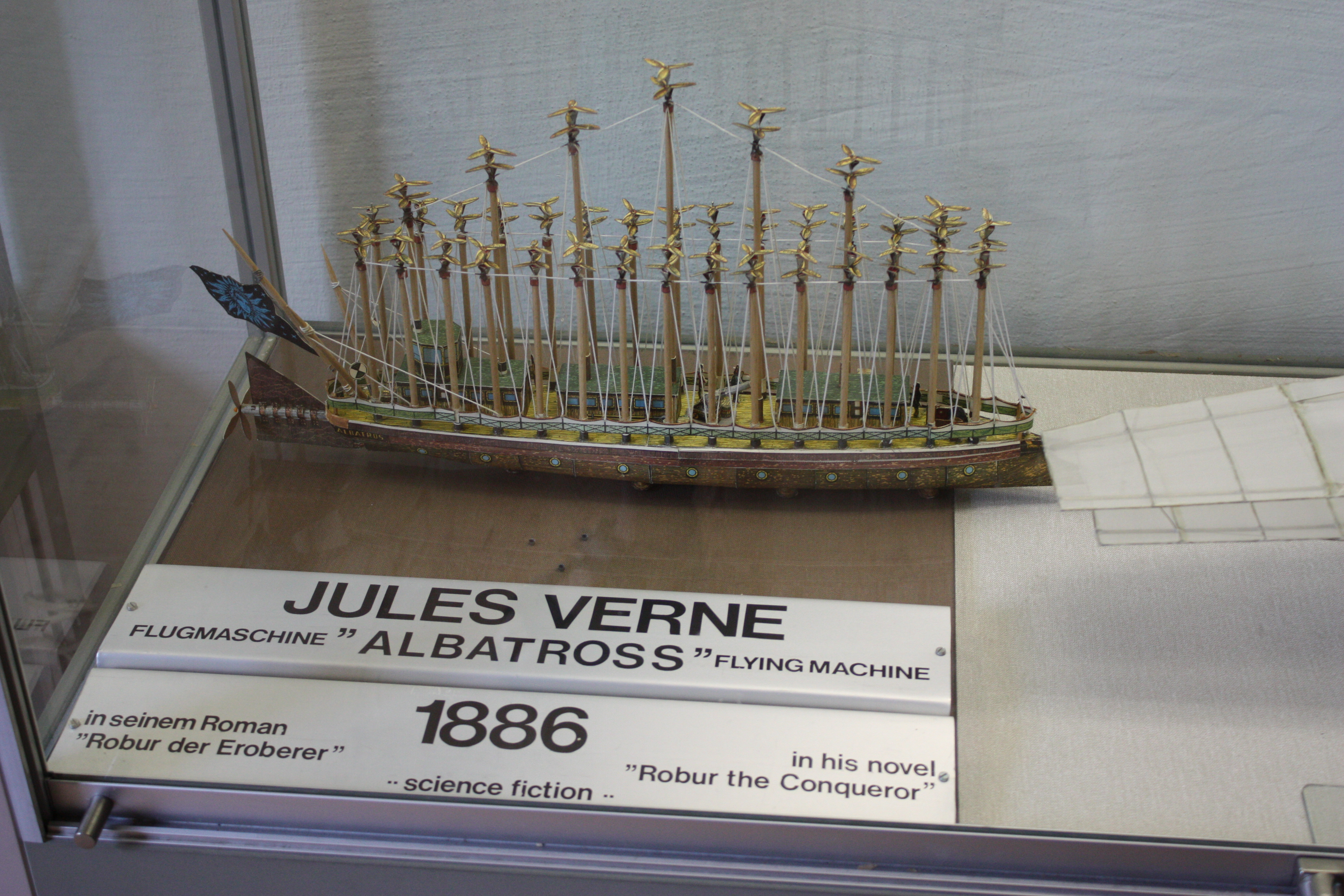
L'Albatros, navire volant imaginaire du roman de science-fiction Robur-le-Conquérant, de Jules Verne (1886).

Leurs travaux et écrits précurseurs de « l'histoire de l'aviation au moyen du plus lourd que l'air », ont contribué au succès de l'invention des premiers aéronefs motorisés, avec en particulier le ballon dirigeable Daimler, de Gottlieb Daimler (1888), l'Ader Avion III, de Clément Ader (1897), le Wright Flyer, des frères Wright (1903) (puis Wright Flyer III de 1905), le Gyroplane Breguet-Richet, de Louis Charles Breguet (1907), le Blériot XI, de Louis Blériot (1909), et le Breguet Gyroplane Laboratoire, de Louis Charles Breguet (1933).